# 趙在浩

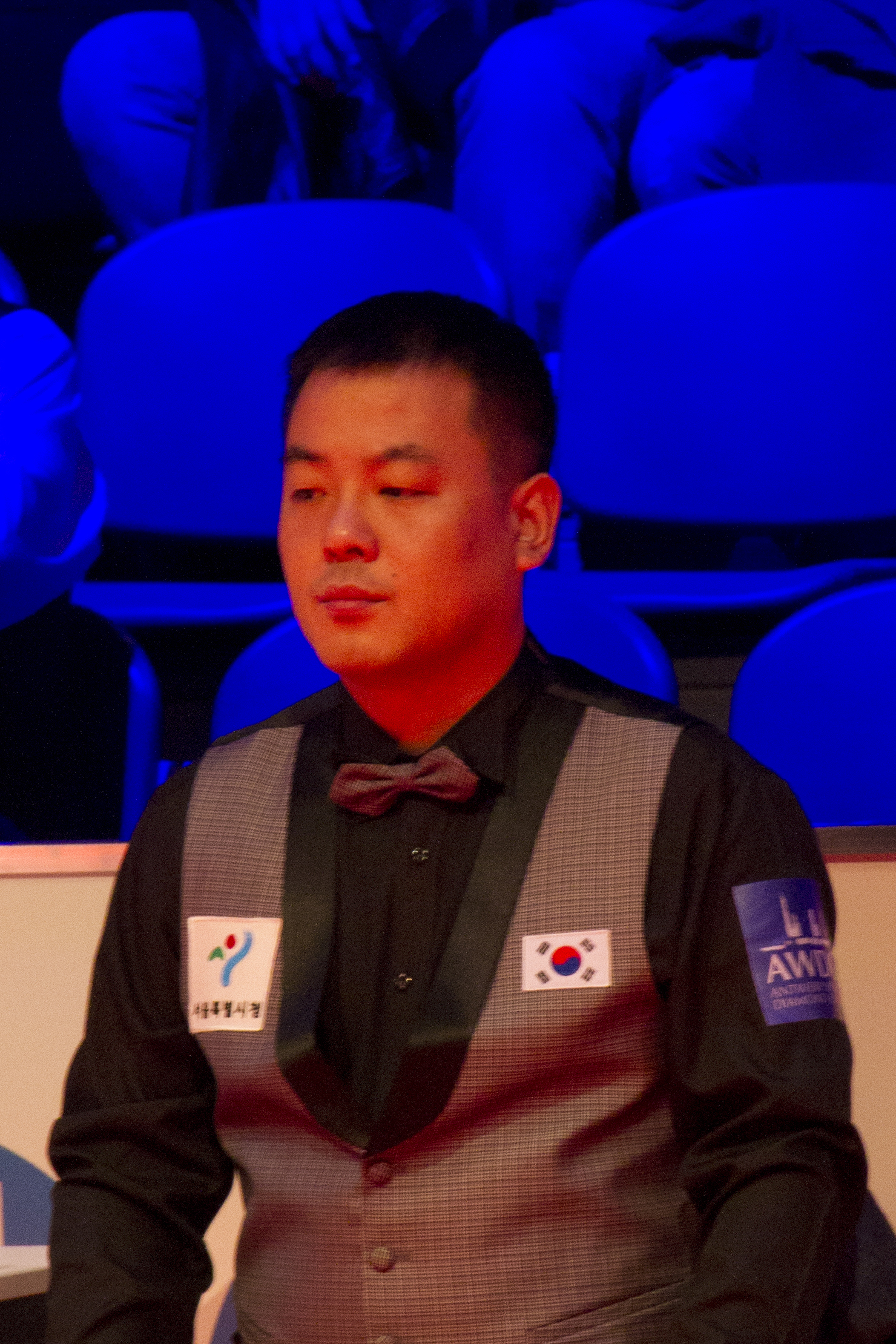
趙在浩

趙在浩（韓語：조재호，1980年4月7日—），是韓國職業開侖撞球選手。
自1980年代以來，韓國一直是一個蓬勃發展開侖撞球的國家。因此，趙在浩接觸了這項運動。在金京律和崔成源之後，他很快成為了國內第三好的球員。他贏得了2009/3三顆星世界盃的銅牌。在2013年的最後一次AGIPI撞球大師賽上，趙在浩再次獲得了銅牌。2014年1月，他成第三個在伊斯坦堡贏得比賽的韓國人。第二年，趙在浩和他的隊友許正漢在德國菲爾森舉行的UMB世界三顆星國家隊錦標賽獲得銀牌。在決賽中，兩位年輕球星不熟悉蘇格蘭雙打制，輸給了兩位比利時老將艾迪·莫克斯和弗雷德里克·高德隆。
2017年，他成為第一個贏得紐約范赫文公開賽的亞洲和韓國人。在決賽中，他戰勝比利時人艾迪·列朋斯。
他在2018年4月生日的第二天，他擊敗來自越南的亞洲冠軍阮國願，並在決賽中以40:28（10輪，平均4.000）贏了他的同胞許正漢。